# Malta op de Olympische Zomerspelen 1992
Malta nam deel aan de Olympische Zomerspelen 1992 in Barcelona, Spanje. Ook de tiende olympische deelname bleef zonder medailles.

## Deelnemers en resultaten

### Atletiek
| Olympiër        | Discipline | Resultaat | Prestatie                  |
| --------------- | ---------- | --------- | -------------------------- |
| Deirdre Caruana | 100m (v)   | 50e       | serie 6: 8ste in 12,59     |
| Deirdre Caruana | 200m (v)   | 46e       | serie 3: 8ste in 25,28     |
| Carol Galea     | 800m (v)   | DSQ       | serie 4: gediskwalificeerd |
| Carol Galea     | 1500m (v)  | 35e       | serie 2: 9de in 4.33,41    |

### Judo
| Olympiër       | Discipline | Resultaat | Prestatie                                            |
| -------------- | ---------- | --------- | ---------------------------------------------------- |
| Jason Trevisan | -71kg (m)  | 22e       | 1ste ronde: vrij 2de ronde: V van ALG Dahmani: ippon |
|                |            |           |                                                      |
| Laurie Pace    | -61kg (v)  | 20e       | 1ste ronde: V van NED Gal: ippon                     |

### Schietsport
| Olympiër        | Discipline | Resultaat | Prestatie                          |
| --------------- | ---------- | --------- | ---------------------------------- |
| Horace Micallef | trap       | 39e       | kwalificatie: 39ste met 137 punten |

### Zeilen
| Olympiër              | Discipline        | Resultaat | Prestatie                                   |
| --------------------- | ----------------- | --------- | ------------------------------------------- |
| Jean-Paul Fleri Soler | lechner A-390 (m) | 33e       | 334 punten: (33-34-30-29-29-31-33-35-30-31) |

Albanië · Algerije · Amerikaanse Maagdeneilanden · Amerikaans-Samoa · Andorra · Angola · Antigua en Barbuda · Argentinië · Aruba · Australië · Bahama's · Bahrein · Bangladesh · Barbados · België · Belize · Benin · Bermuda · Bhutan · Bolivia · Bosnië en Herzegovina · Botswana · Brazilië · Britse Maagdeneilanden · Bulgarije · Burkina Faso · Canada · Centraal-Afrikaanse Republiek · Chili · China · Chinees Taipei · Colombia · Congo-Brazzaville · Cookeilanden · Costa Rica · Cuba · Cyprus · Denemarken · Djibouti · Dominicaanse Republiek · Duitsland · Ecuador · Egypte · El Salvador · Equatoriaal-Guinea · Estland · Ethiopië · Fiji · Filipijnen · Finland · Frankrijk · Gabon · Gambia · Gezamenlijk team · Ghana · Grenada · Griekenland · Groot-Brittannië · Guam · Guatemala · Guinee · Guyana · Haïti · Honduras · Hongarije · Hongkong · Ierland · IJsland · India · Indonesië · Irak · Iran · Israël · Italië · Ivoorkust · Jamaica · Japan · Jemen · Jordanië · Kaaimaneilanden · Kameroen · Kenia · Koeweit · Kroatië · Laos · Lesotho · Letland · Libanon · Libië · Liechtenstein · Litouwen · Luxemburg · Madagaskar · Malawi · Malediven · Maleisië · Mali · Malta · Marokko · Mauritanië · Mauritius · Mexico · Monaco · Mongolië · Mozambique · Myanmar · Namibië · Nederland · Nederlandse Antillen · Nepal · Nicaragua · Nieuw-Zeeland · Niger · Nigeria · Noord-Korea · Noorwegen · Oeganda · Oman · Oostenrijk · Pakistan · Panama · Papoea-Nieuw-Guinea · Paraguay · Peru · Polen · Portugal · Puerto Rico · Qatar · Roemenië · Rwanda · Saint Vincent‑Grenadines · Salomonseilanden · Samoa · San Marino · Saoedi-Arabië · Senegal · Seychellen · Sierra Leone · Singapore · Slovenië · Soedan · Spanje · Sri Lanka · Suriname · Swaziland · Syrië · Tanzania · Thailand · Togo · Tonga · Trinidad en Tobago · Tsjaad · Tsjecho-Slowakije · Tunesië · Turkije · Uruguay · Vanuatu · Venezuela · Verenigde Arabische Emiraten · Verenigde Staten · Vietnam · Zaïre · Zambia · Zimbabwe · Zuid-Afrika · Zuid-Korea · Zweden · Zwitserland · Onafhankelijke olympische deelnemers